# Мечеть Арба-Рукун
Мечеть Арба-Рукун (араб. أربع روكون) — мечеть в місті Могадішо, Сомалі.

## Історія
Це одна із найстаріших будівель у Могадішо. Побудована за наказом першого султана Могадішо Хусра ібн Мубарака аль-Шіразі (Хусрау ібн Мухаммеда) у XIII столітті, одночасно з мечеттю Факра ад-Діна. Будівництво розпочато біля 1261, а закінчено в 1268. Напис, що свідчить про це, знаходиться у мечеті.

## Опис
Розташована між кварталами Хамара Вейна та Шейха Муміна. Є компактною прямокутною будівлею з масивним мінаретом, що височіє над молитовним залом. Фасад має три дверні отвори, оточених плитами з панельного мармуру.